# Rabenovac
Rabenovac (en serbe cyrillique : Рабеновац) est un village de Serbie situé dans la municipalité de Rekovac, district de Pomoravlje. Au recensement de 2011, il comptait 91 habitants.

## Démographie
| 1948 | 1953 | 1961 | 1971 | 1981 | 1991 | 2002 | 2011 |
| ---- | ---- | ---- | ---- | ---- | ---- | ---- | ---- |
| 248  | 234  | 191  | 169  | 146  | 119  | 128  | 91   |

|  |